# Propercio

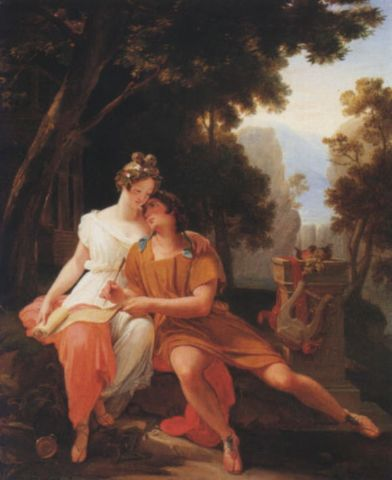
Propercio y Cintia en Tívoli, de Auguste Vinchon

Sexto Propercio (en latín, Sextus Propertius) fue un poeta lírico latino de origen umbro.

## Nacimiento y origen
Propercio fue contemporáneo de Tibulo. Su fecha de nacimiento se sitúa entre los años 54 y 43 a. C. Debió nacer en Asís, en la Umbría, pero también se han propuesto otras ciudades como Spello y Bevagna.

## Vida
Su padre se arruinó en el año 40 a. C. con las confiscaciones de tierras de las guerras civiles, por lo que muy joven aún tuvo que marchar a Roma a buscar fortuna estudiando leyes y como orador. El amor de Cintia, una liberta o una cortesana acaso, hizo brotar en él el gusto por la poesía y, al difundirse su primer libro de poemas, fue llamado al círculo literario de Cayo Mecenas, donde conoció a Virgilio y a Ovidio.
La fecha exacta en la que murió se desconoce, aunque se suele situar poco después del año 16 a. C.

## Obra
Escribió unos noventa poemas repartidos en cuatro libros de Elegías, de los cuales los tres primeros se dedican a Cintia, cuyo nombre real, métricamente equivalente, sería Hostia; el cuarto se ocupa de viejas leyendas religiosas paganas y de temas patrióticos en línea con el programa regenerador del emperador Augusto.
El libro primero fue editado alrededor del año 26 a. C.; existe polémica en cuanto al segundo, porque algunos editores lo dividen en dos y por tanto habría que hablar de cinco libros en total y no cuatro.
Al contrario que la poesía de su contemporáneo Tibulo, con quien se le suele emparejar, Propercio imita la poesía neotérica alejandrina, y en especial a Calímaco, cuyo elaborado estilo y erudición mitológica sigue en ocasiones. Su obra posee una característica y recurrente melancolía, y expresa patéticamente un concepto trágico de un amor que se ve atacado por los celos, la tristeza y la desilusión. Unas pocas veces, empero, se acerca ocasionalmente a otros temas, tales cual la naturaleza de la poesía, epístolas a amigos reales o una imaginaria de Aretusa a Licotas (nombre ficticio); un poema en el cual el espíritu de Cornelia (acaso la hijastra de Augusto de ese nombre) consuela a su esposo viudo; unas pocas piezas sobre eventos públicos civiles y algunos poemas (fundamento y fuente de los ulteriores Fastos de Ovidio) sobre temas antiguos, por ejemplo la historia de Tarpeya.

## Nombre
En algunos manuscritos se le llama Sexto Aurelio Propercio Nauta, pero tanto el cognomen como el primer nomen deben ser una confusión.